# Leucantheminae
Leucantheminae je podtribus glavočika, dio tribusa Anthemideae. Postoji osam rodova, a tipični je ivančica (Leucanthemum) s nekoliko vrsta koje rastu i po Hrvatskoj.
Podtribus je opisan 1993.

## Rodovi
1. Daveaua Willk. ex Mariz  (1 sp.)
2. Otospermum Willk.  (1 sp.)
3. Mauranthemum Vogt & Oberpr.  (4 spp.)
4. Rhodanthemum B. H. Wilcox, K. Bremer & Humphries  (15 spp.)
5. Leucanthemum Hill  (51 spp.)
6. Plagius L´Hér. ex DC.  (3 spp.)
7. Coleostephus Cass.  (3 spp.)
8. Glossopappus Kunze  (1 sp.)
9. Chrysanthoglossum B. H. Wilcox, K. Bremer & Humphries  (2 spp.)
10. Chlamydophora Ehrenb. ex Less.  (1 sp.)
11. Heteromera Pomel  (2 spp.)